# ريتشارد دان (سياسي)
ريتشارد دان (بالإنجليزية: Richard Dunn)‏ هو سياسي أمريكي، ولد في 13 نوفمبر 1905، وتوفي في 20 أكتوبر 1988. حزبياً، نشط في الحزب الجمهوري. وقد انتخب عضو مجلس نواب مين وانتخب عضو مجلس ولاية مين.